# Alex Eskin
Alexander „Alex“ Eskin (Moscou, 19 de maio de 1965) é um matemático estadunidense nascido na Rússia.
Estudou matemática na Universidade da Califórnia em Los Angeles (B.A. 1986), depois estudou física até 1989 no Instituto de Tecnologia de Massachusetts. Em 1991 estudou matemática na Universidade Stanford, obtendo em 1993 um doutorado na Universidade de Princeton, orientado por Peter Sarnak, com a tese Counting lattice points on homogeneous varieties. Em 1993/1994 fez um pós-doutorado no Instituto de Estudos Avançados de Princeton. Foi depois instrutor na Universidade de Chicago, em 1997 Associate Professor e em 1999 Professor.
Recebeu o Clay Research Award de 2007. Em 2010 foi Invited Speaker no Congresso Internacional de Matemáticos em Hyderabad (Quasi-isometric rigidity of solvable groups com David Fisher) e 1998 em Berlim (Counting problems and semisimple groups).

## Obras selecionadas
- com Curtis McMullen: Mixing, counting, and equidistribution in Lie groups. Duke Math. J. 71 (1993), no. 1, 181–209.
- com Shahar Mozes, Nimish Shah: Unipotent flows and counting lattice points on homogeneous varieties. Ann. of Math. (2) 143 (1996), no. 2, 253–299.
- Quasi-isometric rigidity of nonuniform lattices in higher rank symmetric spaces. J. Amer. Math. Soc. 11 (1998), no. 2, 321–361.
- com Grigory Margulis, Shahar Mozes: Upper bounds and asymptotics in a quantitative version of the Oppenheim conjecture. Ann. of Math. (2) 147 (1998), no. 1, 93–141.
- com Andrei Okounkov: Asymptotics of numbers of branched coverings of a torus and volumes of moduli spaces of holomorphic differentials. Invent. Math. 145 (2001), no. 1, 59–103.
- com Howard Masur, Anton Zorich: Moduli spaces of abelian differentials: the principal boundary, counting problems, and the Siegel-Veech constants. Publ. Math. Inst. Hautes Études Sci. No. 97 (2003), 61–179.
- com David Fisher:  Quasi-isometric rigidity of solvable groups. Proceedings of the International Congress of Mathematicians. Volume III, 1185–1208, Hindustan Book Agency, New Delhi, 2010.
- com David Fisher, Kevin Whyte: Coarse differentiation of quasi-isometries I: Spaces not quasi-isometric to Cayley graphs. Ann. of Math. (2) 176 (2012), no. 1, 221–260. II: Rigidity for Sol and lamplighter groups. Ann. of Math. (2) 177 (2013), no. 3, 869–910.
- com Maxim Kontsevich, Anton Zorich: Sum of Lyapunov exponents of the Hodge bundle with respect to the Teichmüller geodesic flow. Publ. Math. Inst. Hautes Études Sci. 120 (2014), 207–333.
- com Maryam Mirzakhani: Invariant and stationary measures for the SL(2,R) action on Moduli space.